# Mafia caviar

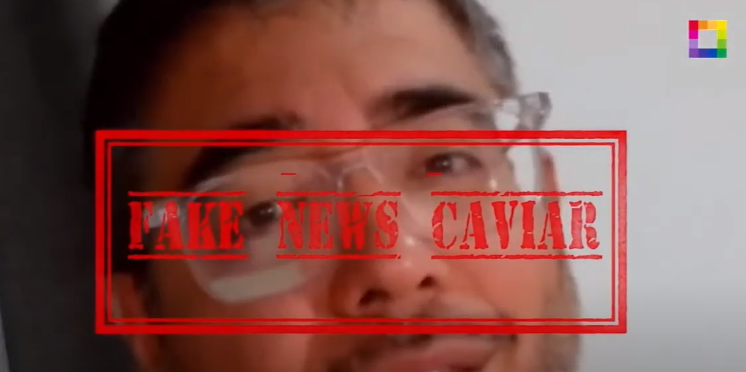
El término «caviar» es recurrente en algunos medios de comunicación como Willax Televisión. En esta imagen del programa Contracorriente, se cita un fragmento del periodista Marco Sifuentes, de la La Encerrona. El programa sugiere que las opiniones de Sifuentes contrastan con la narrativa conservadora en Perú y, por tanto, son etiquetadas como «fake news». Tiempo después, Sifuentes adaptó el término en su pódcast y lo utilizó para su especial La liga caviar.

En el español del Perú, las expresiones «mafia caviar» o simplemente «caviar(es)» son peyorativos de uso recurrente en la política de ese país desde inicios del siglo XXI, utilizados para referir y estigmatizar a diversos individuos y colectivos (originalmente de izquierda política, pero a veces también a sectores de centro o afines a liberalismo político).  Se basa en una teoría de conspiración, la teoría conspirativa sobre la mafia caviar según la cual existiría una «mafia» de intelectuales, ONG pro derechos humanos, medios de comunicación y políticos organizada para controlar el gobierno, realizar «lawfare» en contra de sus oponentes (sean de izquierda o derecha),  generar narrativas e impulsar una agenda de corte progresista en el Perú conformando un supuesto «Estado profundo» o «Deep State» en el Estado Peruano.        
Este término es utilizado por políticos populistas tanto de derecha como de izquierda. En el caso primero, se extiende a las corrientes conservadoras modernas (véase neoliberalismo en el Perú) y se recurre en medios de comunicación como PBO Radio y el canal Willax, que destaca por sus programas de opinión como La hora caviar con Mariátegui y Beto a saber. Este peyorativo se representa, según analistas, como una manifestación local del concepto de «marxismo cultural», siendo señalados los «caviares» como financiados por la USAID y personajes como George Soros. En el ámbito de la izquierda, mientras tanto, los políticos adoptaron el calificativo para distanciarse de posturas moderadas o progresistas que califican como afines al imperialismo y «serviles» a la USAID.
En su sentido literal, la expresión fue empleada por algunos periodistas para referirse a los simpatizantes de izquierda burguesa que emergieron durante el gobierno de Juan Velasco Alvarado.  Sin embargo, el periodista Juan Gargurevich sostiene que el término ya se utilizaba a mediados del siglo XX con un sentido crítico hacia las personas que adoptaban ideas sociales liberales de forma superficial, una situación similar a la que se atribuye a la llamada «izquierda caviar». Esta interpretación, distorsionada a partir de su origen francoparlante, se utiliza como una forma de descalificar a quienes sostienen ideas progresistas sin argumentos sólidos.
Tras la llegada de Valentín Paniagua, y en consonancia con facciones progresistas del antifujimorismo, el término peyorativo se consolidó en el imaginario colectivo peruano como una forma de identificar a Paniagua y a otros partidarios de ideas liberales y progresistas. Este imaginario tuvo un gran impacto mediático y se convirtió en un tema de debate en el ámbito político. Sin embargo, el analista del conservadurismo, Fernán Altuve, señaló que el imaginario ocurrió tiempo después, con Alan García, quien quiso combatir las ideas del gobierno de transición de Paniagua (también citado por detractores como la «república caviar»). Algunas de las personas aludidas por esta expresión reivindicaron su pertenencia a este grupo, desmitificando su carácter ofensivo. Entre ellas, cabe destacar al periodista César Hildebrandt.
El sociólogo Martín Tanaka analizó la magnitud del término en los políticos que lo usan. En 2007, el fujimorismo buscó colaborar de forma «natural» con el oficialismo, bajo el mandato de Alan García, porque «se [consideraron] adversarios a las ONG y a la "izquierda caviar", que [desconfiaron] de la Corte IDH y de la causa de los derechos humanos». En el año 2023, la mayoría de los políticos conservadores, de derecha e izquierda, adoptaron el término para detectar y prevenir cualquier interacción con instituciones ajenas, incluso si estas instituciones llevaran a cabo investigaciones delictivas hacia ellos.

## Contexto
Desde su concepción, el término caviar se usó de forma ambigua por diferentes actores políticos a lo largo de su historia. Desde la derecha, el diario Expreso, simpatizantes fujimoristas y políticos conservadores utilizan como un insulto hacia organizaciones opositoras. Rafael López Aliaga utilizó el término para referirse a las personas que apoyarían el comunismo, y, posteriormente, para quienes buscan «saquear los recursos y no dejar fondos para obras». Patricia Chirinos lo empleó para criticar a organismos con nexos extranjeros que, a su juicio, recurren a «mentiras y una narrativa falsa e ideologizada» para dañar la imagen internacional del Estado. De hecho, Chirinos se autoconsidera encargada de «unir a la derecha para poder luchar contra la izquierda radical y, aquí en Perú, contra los caviares».
Por parte de la izquierda, representada por Vladimir Cerrón de Perú Libre, define al caviar como un individuo de «origen capitalino limeño, con buenas relaciones de servilismo con la embajada norteamericana, con estudios en el extranjero… poseedores de ONG financiadas por USAID». Esto se sustenta con Augusto Lostaunau, secretario del partido, al describir al colectivo como «la "izquierda" que necesita el imperialismo, auspiciado y formado por este». Antauro Humala, por su parte, definió a la «izquierda caviar» como una «izquierda "carapálida" muy cercana a [José Antonio de] Areche» y de «pedigree virreinal». Mientras que Dante Castro los definió como «la quinta columna de la gran burguesía y de la aristocracia agonizante dentro de las filas de la izquierda» que se autodenominan como «el brazo intelectual de la revolución». Uno de los cuadernos intervenidos por el Ministerio Público y atribuidos a la congresista de Perú Libre, María Agüero, contiene la frase: «¿El deterioro de los caviares contribuye a deteriorar o realza la imagen del partido?» respondiéndose ella misma: «Realza xq’ el PNPL [Perú Libre] se diferencia».
Las alusiones sobre las figuras que integran el supuesto grupo son controvertidas y han ido cambiando con el tiempo. En varios medios de 2024, donde figuran personas que promueven esa teoría, se ha afirmado que esta «mafia» operaría en favor de los intereses de la empresa Odebrecht y que tendría «injerencia» en algunas instituciones públicas, como el Ministerio Público mediante la cual, denuncian, realizan «lawfare» en su contra. Se ha señalado al periodista Gustavo Gorriti como el presunto líder de la referida «mafia caviar» por medios y redes sociales, y políticos como Hermann Tertsch lo han presentado como «orquestador […] de una red de fundaciones y lobbies woke extranjeros».

### Primeras referencias sobre el término
Previo a la adopción del término «caviar» en Perú, se empleó el adjetivo «cívicos» para designar a quienes respaldaron el legado político del gobierno transitorio de Valentín Paniagua. Este término ya lo había empleado el propio Alberto Fujimori, quien mencionó que «los cívicos», junto a las organizaciones no gubernamentales, condenaron el autogolpe de Estado. El diario Expreso fue uno de los primeros medios en introducir el término «cívico» a principios de la década de 2000. Según el periodista Guillermo Vatuuone, este término describía la coalición heterogénea de independientes que se formaron durante el gobierno de Alejandro Toledo.
En 2004, el periodista Herbert Mujica Rojas lo usó por primera vez y resaltó que la expresión gauche caviar fue antes utilizada por el periodista francés Alain de Benoist.  Previamente, se atribuyó el origen del término a Mujica, a partidarios de Alberto Fujimori e incluso al diario Correo. Según el politólogo Alberto Vergara, el uso de este mote se basó en una «manifestación lingüística de nuestra precariedad política», en que desarrolló este término, en 2010, en su artículo de Poder 360° «¿Qué es esto de lo caviar, el caviarismo y la caviarada?». El periodista Eloy Jáuregui dedujo, del artículo político de Vergara, que este formó parte de la «jerga centralista limeña» de esa década.
Según la Coordinadora Nacional de Derechos Humanos, el histórico líder del APRA, Alan García, fue crítico con movimientos «pitucos» de la izquierda, sin señalar aquel peyorativo. Mientras que en su gobierno promulgó la Ley 28925, que forzó la supervisión del Estado en al menos diez organismos sociales, es en 2008 cuando se dio a conocer el proyecto de ley 2872 para silenciar el apoyo de los entes sin fines de lucro. Esta postura fue respaldada por el Ministro de Agricultura y empresario Ismael Benavides.
La presidencia de García mantuvo una postura crítica hacia las organizaciones no gubernamentales y las Casas del ALBA. En una publicación en el diario El Comercio, García utilizó el término «caviares» para referirse a un grupo opositor denominado «perros del hortelano». En 2017, García alegó que este grupo había difundido una falsa narrativa en su contra. Al año siguiente, expresó su percepción de una «guerra caviar-comunista» librada contra su gobierno. Tras ser investigado por Gustavo Gorriti en 2019, García acusó a una «mafia» de conspirar en su contra, implicando a George Soros. El expresidente del Consejo de Ministros, Pedro Cateriano, sostuvo que el líder del APRA insistía en seguir «su mismo juego y discurso de acusar a la derecha y los caviares».

### Caso Alberto Fujimori y popularización
La expresión empezó a popularizarse en 2006 por el entonces candidato a la presidencia regional de Lima Kenji Fujimori, quien durante un mitin suyo acusó de «izquierda caviar» a la izquierda peruana, particularmente crítica contra su padre Alberto Fujimori, en ese momento en proceso de extradición de Chile a Perú. A partir de entonces, y sobre todo tras la sentencia de culpabilidad de Fujimori en 2009, la expresión «caviar» fue repetida profusamente por la derecha y el fujimorismo como una etiqueta agresiva aunque sin saber claramente su significado; que llegó a boca de la máxima representante política, Keiko Fujimori.
Los mismos simpatizantes se mostraron contra los organismos «caviares», que acusaron a Fujimori de «criminal» y no como un «héroe» para el país. Esta postura hizo visible en perfiles de usuario para uso personal, los fujitrolls, así como otros usuarios con posiciones críticas, tales la usuaria Maire Carrillo Herrera, apodada «Mar Mounier».
Por otro lado, los diarios de derecha Expreso y La Razón también tomaron el término para aludir a personas y organizaciones que no siguen con el legado contra el terrorismo, en especial, cuando se conformó la Comisión de la Verdad. Una muestra del diario Expreso es cuando tituló «La verdadera amenaza es la izquierda caviar» a las declaraciones de Mauricio Mulder. En cambio, La Razón reportó que el congresista Edgar Núñez Román refirió una teoría conspirativa vinculada a la Defensoría del Pueblo, ente peruano responsable de proteger los derechos de los ciudadanos, supuestamente dominada por un «"lobby" de representantes de las ONG de la "izquierda caviar" vinculadas al campo de derechos humanos, quienes están buscando convertirse en "los nuevos intocables" del país».
Posteriormente, y como nuevo intento de liberar a Alberto Fujimori de la prisión, uno de los ministros del gobierno, Daniel Figallo, fue presionado por el fujimorismo en 2014, cuando el congresista de ese momento, Rolando Reátegui, le pidió que «se quite la careta de caviar» y así concretar el indulto hacia el sentenciado Alberto Fujimori. Kenji Fujimori compartió la misma idea y también calificó con ese peyorativo. La relación hacia aquellas personas que se negaron a liberar al expresidente permaneció incluso en palabras de Luis Galarreta, cuando asumió el cargo de secretario general de Fuerza Popular en 2019, cuando describió que «muchas de esas situaciones [contra Fujimori] que se escuchan hoy como negativas son inventadas, como que el expresidente fue condenado por lesa humanidad, otra falsedad de la caviarada».
En 2015, antes de las elecciones presidenciales del próximo año, el analista José Alejandro Godoy describía cómo era uno de los sectores más conservadores del movimiento cuando el fujimorismo tenía diferencias políticas:

[Los representantes del sector más duro del fujimorismo] eran sus alfiles contra «los caviares» o la «persecución política» a la que consideran se han visto sometidos. Para ellos, Keiko comienza a aparecer más como mal menor que como una figura por la que votarían sin problemas. Y allí se le abre un flanco a la candidata de Fuerza Popular, que podría ver como buena parte de su voto conservador AB se le termine yendo con la Alianza Popular.

En el año 2023, el empleo del término peyorativo «caviar» se mantuvo como una práctica habitual entre los simpatizantes del fujimorismo, tal como lo fue en sus inicios. Tras la excarcelación del exmandatario, cuando todavía cumplía su condena por crímenes catalogados de lesa humanidad, el congresista de Fuerza Popular Fernando Rospigliosi, quien considera a la Corte Interamericana de Derechos Humanos (Corte IDH) como su mayor enemigo, exhortó a este organismo que «no siga metiendo sus manos en el Perú». Esta postura refleja los intentos de figuras conservadoras vinculadas al gobierno de Dina Boluarte de confrontar al Sistema Interamericano de Derechos Humanos.

### Adaptación del peyorativo hacia otras personas y organismos de tendencia progresista
Desde entonces, la acusación de «caviar» perdió su significado original y se flexibilizó de casi toda la izquierda limeña hacia activistas y organismos no gubernamentales y aquellos que carecen de filiación con el izquierdismo. En 2012, el escritor Raúl Wiener observó que diversas instituciones en Perú habían adoptado una postura similar a la considerada «caviar». El expresidente del Tribunal Constitucional, Ernesto Blume, describió en 2023 un colectivo autoproclamado «progresista» que percibía las discrepancias como evidencia de actitudes de un «conservador» u «homofóbico».
Ántero Flores-Aráoz, en su columna del diario Exitosa, describió a ese peyorativo como una «chapa» (apodo) a quienes promueven ideas progresistas, cuyo término es opuesto a la «derecha bruta y achorada» (de Juan Carlos Tafur), frase referida a quienes promueven a puño y letra tendencias conservadoras.  En tal caso, autores como Moraga Núñez (2023) destacaron como una aparente narrativa surgida de la zona de Lima, para supuestamente materializar una contrahegemonía por parte de una nueva corriente política, en donde los promotores de la narrativa se rehuían del diálogo entre sus adversarios. De hecho, y como parte de la evidencia de las «dos visiones diferentes del país», el excongresista del departamento de Tacna por Frente Amplio, Jorge Castro Bravo, afirmó que expresión del «grupo caviar» caló en la población limeña, mientras fuera de ella se percibe como «el centralismo limeño contra las otras provincias».
Por otro lado, la Pontificia Universidad Católica del Perú (PUCP) fue tildada por los conservadores como supuesto lugar de mayor adoctrinamiento donde se engendrarían ideas de la izquierda caviar. La institución universitaria señalada estuvo en un conflicto entre los puntos religioso y laico, en que supuestamente a solicitud de José de la Riva Agüero y Osma se evitaría cualquier otra influencia ajena a la religiosa. Según Eudoro Terrones Negrete, este fue el sucesor de los «Wisconsin Boys», que «[en] la década del 90 [diseñaron] un plan para excluir a la Iglesia Católica del manejo de la universidad, sobre todo en la administración y venta de las propiedades».
Con el pase del tiempo, el término se consolidó en diversas situaciones políticas en el ámbito nacional. Según Martín Tanaka el mejor ejemplo que tuvo posterior influencia del adjetivo fue la moderación a las posturas supuestamente radicales durante el gobierno de Ollanta Humala, supuestamente influenciado por Velasco Alvarado y contra el globalismo, calificada como una «traición». Con la llegada de Pedro Pablo Kuczynski, una de las congresistas de Fuerza Popular, Karina Beteta, alertó que el apoyo con movimientos menos conservadores como Hilary Clinton en Estados Unidos seguirían con la «línea caviar»; mientras tanto, desde Ginebra, la asumida vicepresidente Mercedes Aráoz calificó a los «caviares limeños» por tener una cobertura a favor de la comunidad indígena tras los hechos del denominado Baguazo. El calificativo llegó incluso al analista de la sección «América» de Mundiario, Renatto Bautista Rojas, al percibir el surgimiento de una «dictadura caviar» por parte de la «hegemonía en la prensa peruana, en la Fiscalía y el poder fáctico» a causa de la crisis política de los años 2010.
En el caso de las elecciones generales de 2021, el excandidato presidencial Rafael López Aliaga realizó una campaña a todos aquellos calificados de «caviares» para evitar una supuesta llegada de la supremacía comunista. López Aliaga acusó a ese colectivo de ser la «peor desgracia para el Perú»,  y ejemplificó que «esta gente falsa de la "caviarada" […] vende [al] Acuerdo de Escazú [y] nos expropia el derecho a los peruanos de decidir sobre nuestro propio patrimonio». La campaña se derivó con simpantizantes del gujimorismo en el plan Chapa tu caviar (peruanismo de «Atrapa tu personalidad caviar») para acosar a figuras políticas. El resultado fue una crisis electoral en los meses siguientes. 
Tras la crisis electoral, surgió una nueva crisis política marcada por la oposición de algunos congresistas al colectivo. Alineada con el legado político de Alan García, se presentaron proyectos legislativos para regular estrictamente dichas organizaciones, incluidas aquellas dedicadas a la defensa de los derechos humanos. El congresista de derecha Jorge Montoya catalogó de «comunistas y caviares» al antifujimorismo, por considerarlos partícipes del rechazo hacia la lideresa del partido Fuerza Popular, Keiko Fujimori.
 

En adición, el otro congresista Juan Lizarzaburu compartió por ser «más claro, el agua» las declaraciones de La Resistencia, colectivo hostigador de la conspiración caviar, cuando José Maelo comentó: «no entiendo por qué la gavilla "caviar" y los zurdos están llorando» el cambio de dirección de la electa vicepresidenta Dina Boluarte frente a una amenaza «destructora del sistema» de la izquierda peruana. César Vásquez, ministro de Salud que formó parte de la presidencia de Boluarte, hizo pública esa narrativa cuando declaró en 2024 que los «caviares» se caracterizaban por tener un grupo de poder. Juan José Santiváñez, ministro del Interior, afirmó en televisión abierta que «las posiciones de los caviares no tienen valor porque no conocen la ley».
Para 2024, el excongresista Richard Arce afirmó que «caviar» se había convertido en un insulto recurrente para quienes no estaban de acuerdo con el discurso conservador, independientemente de si eran de derecha o de izquierda. Más allá de la política, el arzobispo de Lima y exdocente de teología de la PUCP, Carlos Castillo, manifestó su discrepancia respecto al uso despectivo de la palabra hacia los jóvenes. Meses después, Castillo reiteró que en el país «estamos en un nivel intelectual más bajo porque se han perdido bases educativas (por la presencia de los “gamonales“ en contra de esas bases) y se ha reemplazado a las personas educadas por el nombre “caviar” y eso es muy serio».
En 2025, Boluarte utilizó finalmente la palabra «caviar» en actos públicos para referirse a sectores críticos con su gestión, consolidando así su presencia polarizante en el discurso oficialista del panorama político peruano. En un discurso, ella declaró que en su gobierno «le estamos haciendo la guerra a los caviares». Su primer ministro, Gustavo Adrianzén, señaló que ese colectivo había perdido presencia en instituciones como el Ministerio Público o el Ministerio del Interior y se había convertido en el «desinformador» del oficialismo.

## Usos notables del término
En general el término «caviar» es recurrente por la derecha populista peruana, y con particular ahínco por Rafael Rey, José Barba (ambos de Rey con Barba), Phillip Butters, Aldo Mariátegui (de Yo caviar, en Willax), Jaime Chincha (anteriormente en Willax), Beto Ortiz (en Beto a saber, quien se autoconsidera «anticaviar»), Víctor Andrés Ponce (en El Montonero), Diethell Columbus, Fernando Rospigliosi, Jorge del Castillo (como abogado de Patricia Benavides), entre otros. Otras personalidades no tan cercanas con los movimientos de derecha populista también usaron el peyorativo. Por ejemplo, el entonces cardenal Juan Luis Cipriani cuestionó en los años 2010 que si hay presencia «clerical o caviar» contra él, en que indicó «esos grupos (caviares), que no quiero calificarlos, […] permanentemente tienen un odio que no para».
Además, el término ha sido usado por sectores de izquierda no progresistas, destacando Vladimir Cerrón (líder de Perú Libre); Waldemar Cerrón, Guido Bellido, Margot Palacios, Luis Bazalar, entre otros.
El politólogo y expresentador de GeoMundo Farid Kahhat, notó que había nuevas variantes del término que jugaban con él, como «caviarada» (sustantivo) y «caviarizar» (verbo), palabras que trascendieron fuera del ámbito político. En la temporada 11 de la serie de América Televisión, Al fondo hay sitio, el personaje Diego Montalbán (interpretado por Giovanni Ciccia) mencionó aquella palabra a su hija Alessia cuando convivió con una familia vecina. Incluso la bailarina y actriz cómica Gabriela Serpa preguntó a Víctor Caballero, presentador de El diario de Curwen, si era «un caviar».
En 2023, Magaly Medina, presentadora de programas de espectáculos, acudió ese calificativo para expresar que «la televisión está llena de "caviares"» y puso como ejemplo a la periodista Juliana Oxenford, quien tomó este hecho como un «premio» para «el que defiende los derechos humanos».  El cantautor Pedro Suárez-Vértiz apoyó la postura de Medina y se refirió a la «manera de pensar» de Oxenford. Además, Suárez-Vértiz expresó su apoyo a la presidenta Dina Boluarte y atribuyó la situación actual a la supuesta influencia de periodistas y políticos catalogados como «caviares».

### Declaraciones de Aldo Mariátegui
El abogado y periodista de derecha Aldo Mariátegui justificó el término «caviar» como «ese sujeto que defiende los DD. HH., que se "acomoda" en las ONG donde hace dinero y se siente revolucionario "a pesar" de su condición de "blanquito" [en sentido racial-social] de cierta universidad». Agrega un matiz: los «caviares» son una «izquierda blanca» (racial) que «despreció a Patria Roja por cholos», siendo además personas que consumen bienes y servicios caros. El periodista fue uno de los críticos de la corriente política, quien estableció a la PUCP como «madre del actual caviar-humalismo», además de los movimientos en contra de las amnistías de Alberto Fujimori. En 2023 el propio periodista negó la existencia del espectro centro en el término, aunque especificó que el grupo no estuvo conformado por «una izquierda como la marxista o la comunista, pero son marxistoides, son de izquierda».
El abogado destacaba también por sus opiniones sobre políticos no muy ligados a la izquierda, como Valentín Paniagua, quien lo describió como un ser influenciado por la izquierda política, y Pedro Pablo Kuczynski, a quien Mariátegui acusó de haber cambiado su postura política después de apoyar a Verónika Mendoza, rival de la candidata de derecha Keiko Fujimori. Cabe señalar que el abogado fue detractor de la izquierda cuando debatió con Jorge Castro Bravo en 2017.
El abogado usó la combinación «fujicaviar» hacia Augusto Álvarez Rodrich, tras revisar un artículo de opinión hacia la entonces alcaldesa de Lima Susana Villarán, porque «antes fuiste apologista de Fujimori y ahora quieres pasar "caleta" (desapercibido)».  La palabra «fujicaviar» volvió a usarse en el congresista Flavio Cruz para descartar la alianza de su partido político Perú Libre con el fujimorismo. Patricia Juárez compartió el término para referirse a Nieves Limachi y su partido Juntos por el Perú.
En 2008 Mariátegui elaboró en el diario Correo, cuando era director del medio, una serie de preguntas tomadas del blog del periodista Carlos Meléndez para distinguir si el lector estuvo identificado de ese término que lo denominó «Caviarómetro». En 2012, en el mismo diario, Mariátegui describió de forma algo simplificada un perfil de la persona señalada por la derecha peruana como «caviar» (en sustantivo), según él son «caviares» también los jóvenes que se sienten «subyugados por lo "políticamente correcto" porque se sienten especiales, inteligentes, interesantes y nada generosos si son "zurdillos"; porque sus románticos idealismos los vuelven "socialconfusos"; porque no han gozado de las "mieles" de las políticas de izquierda (Velasco, Sendero, la hiperinflación) y han tenido todo fácil; porque los derechos humanos están de moda; porque hay que dar la contra; porque les gustan las marchas; porque la moda zurda (anteojitos raros, bufandas, etc.) es más chic; porque hay que ser ecologistas, "gatófilos" y hasta medios panteístas con los cerros y lagunas; porque la izquierda es supuestamente más permisiva con las conductas sexuales y las drogas».

### Alusiones

#### Personas y organizaciones aludidas de «caviares»

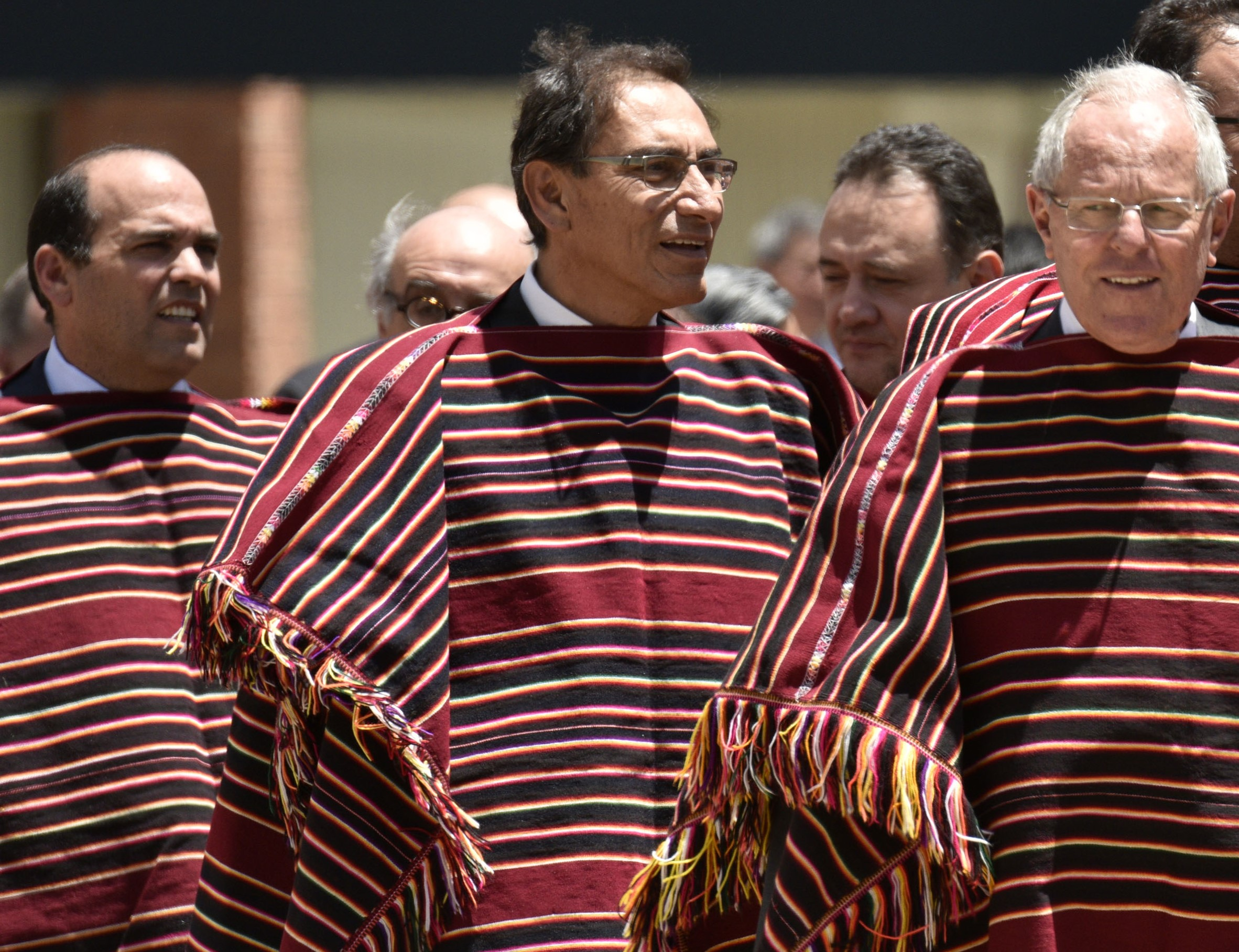
De izquierda a derecha: Fernando Zavala, ministro de Economía (2005-2008 y 2017), primer ministro (2016-2017), y director ejecutivo de Intercorp (desde 2019); Martín Vizcarra, ministro de Transporte y Telecomunicaciones (2016-2017), vicepresidente (2016-2018) y presidente (2018-2020) y Pedro Pablo Kuczynski, ministro de Energía y Minas (1980-1982), ministro de Economía y Finanzas (2004-2005), primer ministro (2005-2006) y presidente (2016-2018). Para Aldo Mariátegui, los tres políticos de centroderecha o tendencia liberal fueron acusados de defender los intereses de los caviares, asociado a cierta clase rica peruana que tiene influencia o presencia en corporaciones o asociaciones públicas y privadas (según Expreso), como Intercorp, SUNEDU, o Concytec, que no se relaciona con los conservadores en general o a los fujimoristas en particular. Algunos sectores de izquierda, como Perú Libre, denominan a estos nuevos ricos como la izquierda pituca.

Existen casos destacados de personalidades asociadas al término «caviar». Por ejemplo, Mario Vargas Llosa recibió este calificativo por su apoyo al Museo de la Memoria (Lugar de la Memoria y la Tolerancia) en 2009, una iniciativa que buscaba promover la memoria histórica sin parcialidad ideológica y que fue rechazada por el gobierno aprista de la época. Otro caso notable es el de Francisco Eguiguren Praeli, exministro de Justicia, quien fue criticado por autorizar a la Corte IDH a investigar la operación Chavín de Huántar, realizada durante el mandato de Fujimori.
Además, la periodista Rosa María Palacios fue tilidada en diversas ocasiones, en un aparente intento de desprestigiarla. Palacios ganó relevancia en la política en 2011 luego que su programa Prensa Libre fuese el único que en televisión invitó a víctimas de la masacre de La Cantuta a que opinaran sobre el intento de indulto a Alberto Fujimori, idea que había sido planteado y apoyado por políticos fujimoristas y apristas durante la campaña electoral 2011. Después asumió como columnista en el medio La República, en que señaló que tanto Augusto Álvarez y Mirko Lauer, el medio y ella «[pertenecen] a la derecha caviar», a partir de las declaraciones de Vladimir Cerrón en los años 2020.
El impacto de la palabra «caviar» llegó a organismos y activistas de derechos humanos, en que se formaron campañas contra ya el construido Museo de la Memoria en 2018. De hecho, Fernando Rospigliosi aludió en 2023 a que la Open Society (de George Soros) estuvo supuestamente concibiendo la influencia caviar del país, al mencionar como financiador del Instituto de Defensa Legal y otros organismos.

#### Expresidentes sin afinidad con ideales de la derecha peruana conservadora
El guionista Eduardo Adrianzén declaró que, en los últimos años de la década de 2010, el término «caviar» fue utilizado para referirse a los presidentes peruanos Martín Vizcarra (de centroderecha) y Francisco Sagasti (de centro), quienes no compartían las ideas de la derecha conservadora. Uno de los ejemplos de este uso fue el del excongresista Ricardo Burga, quien afirmó en una sesión de 2021 que la Fiscalía no debe ser utilizada como instrumento político «contra los opositores al gobierno caviar y comunista de Vizcarra y Sagasti».
Jorge Castro Bravo, uno de los opositores de Vizcarra, afirmó que el entonces presidente influyó en el cambio de representantes de la Junta Nacional de Justicia, al proponer «a [un] determinado grupo» para cargos determinados. Este hecho marcó un cambio en la percepción del término «caviar», empleado posteriormente por Natale Amprimo y Fernando Rospigliosi para referirse a la supuesta influencia de Vizcarra en la política peruana. Keiko Fujimori admitió una reunión en la que se pretendía defender a Pedro Chávarry, magistrado destituido por la JNJ, de un «cargamontón caviar». Esta visión se acentuó en 2023 durante el escándalo de corrupción en el Ministerio Público, cuando un asesor de Patricia Benavides calificó a Vizcarra como una amenaza política. Jorge del Castillo, abogado de Benavides, aludió a una presunta amenaza política planteada por la JNJ formada por Vizcarra, acusándola de intentar «recuperar el [control del] Ministerio Público».
Uno de los presidentes de la derecha política, Pedro Pablo Kuczynski, también fue calificado de caviar a pesar de no tener el mismo comportamiento que su sucesor Vizcarra. El periodista Aldo Mariategui, en su programa de Willax Yo, caviar, alegó que Kuczynski había «[llenado] el poder de caviares, empezando por Fernando Zavala». El medio conservador El Montonero cuestionó a Kuczynski por enfrentarse a quienes impidieron el indulto a Alberto Fujimori, lo que llevó a acusaciones de que «sus amigos caviares» le habían dado la espalda.
Por otro lado, el expresidente Francisco Sagasti fue directamente aludido con ese adjetivo durante su gobierno, incluso por el congresista de izquierda Guido Bellido. Según el exoficial mayor del Parlamento, José Elice, este hecho impidió que se realizara el retrato de Sagasti en el recinto legislativo. En 2023, Sagasti admitió que, si bien la derecha utilizaba el término «caviar» para referirse a la izquierda política, «cada uno usa la palabra caviar como le da la gana».

#### Calificativo «caviar» hacia tribunales de derechos humanos
El abogado Diego García-Sayán, quien llegó a presidir la Corte IDH de 2010 a 2014, ha sido objeto de duras críticas políticas por su gestión anterior como Ministro de Justicia durante el gobierno de Valentín Paniagua Específicamente, se le acusó de haber liberado, como parte del gobierno de transición (2000-2001), a 155 individuos acusados de terrorismo. Estas acusaciones se basan en afirmaciones de que las detenciones fueron arbitrarias y las condenas irregulares, debido en parte a la controvertida práctica de los «jueces sin rostro». García-Sayán ha respondido a estas acusaciones con humor, refiriéndose a sí mismo coloquialmente como el «rey de los caviares», entre otros apelativos.
El alcance de este calificativo en el contexto de la amnistía ha sido abordado por el periodista Umberto Jara en su obra Historia de dos aventureros. Toledo y Karp. Jara sostiene que, tras el nombramiento de García-Sayán en altos cargos, «integrantes de la izquierda caviar lograron […] imponer por encima de la verdad real la potente verdad virtual», refiriéndose a percepciones («verdades») contradictorias sobre el papel de Sendero Luminoso durante la época de terrorismo en el país.
Por otro lado, el militar retirado Eduardo Fournier denunció a García-Sayán por «[excarcelar] a gran cantidad de terroristas», publicando sus nombres en un boletín oficial. Fournier atribuyó como cómplice al Consejo Nacional de Inteligencia. La controversia sobre la excarcelación ha sido calificada como «debate caviar» por el expresidente Pedro Pablo Kuczynski.
Posteriormente, Javier Villa Stein, jurista que también utiliza dicho calificativo para las organizaciones de derechos humanos, fue denunciado por la Asociación Pro Derechos Humanos por falta de objetividad en el caso de Vladimiro Montesinos y otros militares durante el gobierno de Alberto Fujimori. En 2014, durante la audiencia del Estado Peruano (bajo el gobierno de Ollanta Humala) ante la Corte IDH para exponer el caso de la sentencia emitida por el juez Villa Stein a favor del Grupo Colina, el magistrado Pérez Pérez preguntó por el significado de «caviares». El procurador del Estado peruano respondió que no sabía y pidió que los abogados de las víctimas respondan. Tras ello, una de las representantes de las víctimas del terrorismo comentó: «Esa es una expresión que se está utilizando de manera digamos despreciativa para determinados organismos de Derechos Humanos así algunos sectores de la izquierda, señalando que pueden expresar una vinculación hacia los Derechos Humanos o hacia los pobres, pero que en el fondo les gusta vivir de una manera diferente, holgada, comiendo exquisiteces como el caviar». Meses después, Villa Stein respondió a sus detractores que «el caviar es un arribista sin convicciones» y culpó a Ollanta Humala de «[estar rodeado] de estos parásitos, de la ‘caviarada’ que está trabajando con él», además criticó el doble discurso «caviarconversa» de Keiko Fujimori al aparentar elogios a la Comisión de la Verdad y Reconciliación en Estados Unidos en 2015.
La Comisión Interamericana de Derechos Humanos, vinculada a la Corte de la OEA, fue posteriormente acusada en otros casos contra del Estado. En 2012, el presidente del Tribunal Supremio Militar Policial acusó que los organismos no gubernamentales habrían anulado el sistema judicial local para proceder con el caso de las ejecuciones extrajudiciales en la operación Chavín de Huántar.  En 2023, tras reportarse  fallecidos en la convulsión social, el político Víctor García Toma, ciudadanos en contra del terrorismo y personas afines al fujimorismo, cuyo partido político Fuerza Popular señaló en un comunicado que el informe «plasma otras consignas de la izquierda peruana», la incriminaron. Además de posturas conservadoras de izquierda y derecha para romper el Pacto de San José, Fernando Vivas, de El Comercio, explicó que existe un sesgo de los congresistas que respaldan la idea de retirar Perú de la CorteIDH.
Igualmente, la CIDH estuvo en la mira de la electa congresista Patricia Chirinos por aparentemente «entrometerse» en el juicio político contra Zoraida Ávalos. Chirinos, quien propuso un juicio político contra la Junta Nacional de Justicia, explicó en sus propias palabras en 2023 que «todos los caviares empezaron a salir de sus madrigueras para defender, no a la señora Ávalos, sino sus intereses y el poder que han acumulado en los últimos años», en que se negó apoyar a la exfiscal porque el mencionado colectivo supuestamente entró en «confabulación con malos políticos y funcionarios». El abogado Ernesto Blume culpó a quienes apoyaron el juicio político promovido por Chirinos, en que describió como «grupos extremistas de izquierda [y] ligados a los famosos caviares», por aparentemente tener una intención de «crear una imagen falsa del Perú».

### Perú Libre contra políticos cercanos a Pedro Castillo

#### Descubrimiento del concepto «caviar» en los primeros meses de gobierno castillista
Durante el gobierno de Pedro Castillo, el populismo de derechas y otras ideologías afines mantuvieron una postura crítica, en medio de una profunda crisis política. En respuesta, el presidente Castillo buscó distanciarse de las acusaciones de marxismo que sus detractores le atribuían.
En julio de 2021, Martha Chávez mostró su apoyo a Fuerza Popular (que entró en la segunda vuelta en las elecciones de ese año) para «enfrentar como un solo puño la embestida del caviaraje que pretende neutralizar hoy y a futuro las potestades del Congreso de la República». Para 2022, durante una conferencia en la Interamerican Institute for Democracy en Estados Unidos, la electa vicepresidenta de Congreso, Patricia Chirinos, acusó que la «izquierda caviar» convirtió al Estado en una «agencia de empleos». Posteriormente, aquella afinidad parlamentaria buscaría tomar medidas a otras instituciones que percibieron como una extensión del grupo acusado, como la Sunedu, en que Esdras Medina señaló que el grupo conformado «se ha convertido en una Gestapo» de supuestas ideas progresistas.
No obstante, parte de la izquierda peruana se acercó a la expresión para también descartar ideas progresistas con el señalado gobierno. El político de izquierda Vladimir Cerrón, quien lideró el partido político representado por Castillo, se enteró de una aparente «conspiración caviar» apenas asumido el nuevo mandatario en julio de 2021. Un mes después del cambio de mando, vaticinó que si no se cumple la promesa de cambiar la Constitución de 1993, «el pueblo tendrá el concepto de una caviarización [a lo Ollanta Humala]». A finales de 2021, el líder político prefirió comparar con el calificativo «caviar» con sus adversarios, en que denomina la «izquierda criolla». En ese tiempo, el excandidato vicepresidencial de Castillo optó denominar su alianza con otras bancadas de su afinidad como «anticaviarismo», en que justificó en una publicación a mediados de 2023 de su sitio web, recogida por Expreso, que «la coincidencia en algunas votaciones de perulibristas y fujimoristas nacen de un espontáneo anticaviarismo, para lo cual no se necesita ni siquiera la mínima conversación, pues es un enemigo común para los que quieran leerlo como tal».
Esta crítica de Cerrón a sus adversarios se notabilizó cuando presenció que parte de los ministerios están «controlados por el caviarismo […] para consolidar un poder económico, político, militar y energético»; con la designación de Pablo Sánchez de Francesch como viceministro de Gobernanza Territorial en la Presidencia del Consejo de Ministros, el político observó que había trabajado «como director en ONG Grufides donde también fue directora Mirtha Vásquez y el cura [Marco] Arana». Con el tiempo, Cerrón usó el epíteto a otros funcionarios como el exministro Óscar Ugarte, del gobierno de Martín Vizcarra, e inclusive señaló que la «caviarada» presentada por parte de sus congresistas «ha sido expectorada del partido» Perú Libre, que forma parte.
La inesperada posición de alguien sin asociarse con la constitución fujimorista tuvo la admiración de la vicepresidenta parlamentaria Martha Moyano, a quien eligió colaborar con Perú Libre que a «un caviar o un "niño" (en relación con el caso Los Niños, vinculados en la supuesta red de corrupción de Castillo)». Sin embargo, su posición tuvo varias interpretaciones y repercusiones. Según el analista Alberto Adrianzén para el portal español Público, Cerrón cambió la línea contra la formada postura izquierdista de Castillo tras anunciarse «una alianza tácita con el fujimorismo». El historiador Antonio Zapata comentó en La República que el líder de izquierda «tiene claro el panorama, al sostener que los caviares son el rival más peligroso y que para derrotarlos no duda en realizar acuerdos puntuales con la derecha reaccionaria». En el portal Ojo Público, el politólogo Rodrigo Gil Piedra sustentó que la alianza entre «izquierdistas y derechistas radicales», estratégicamente, «olvidan que se peleaban a muerte por sus posiciones […] para así poder avanzar en su agenda moral conservadora contra […] la izquierda “caviar”, [declarado por Vladimir Cerrón como] "un enemigo más peligroso que la ultraderecha neofascista"». Asimismo, el escritor Mirko Lauer señaló en 2023 que a partir de la semejanza entre espectros opuestos (Fuerza Popular y Perú Libre) se resume en que para el «nuevo eje momio, todo derecho ciudadano y toda norma progresista o moderna son materializaciones de lo que llaman caviar».

#### Caso Mirtha Vásquez y la representación de una cercanía de la «izquierda caviar»
A finales de 2021, una parte de la bancada de Perú Libre negó apoyar al gabinete de Mirtha Vásquez por supuestamente representar a la «izquierda caviar», posiblemente vinculada con posturas más moderadas y progresistas. Varios congresistas respondieron al respecto: Kelly Portalatino acusó a Vásquez de «representa al caviar, a las ONG's y a un sector que nunca ha estado al servicio del pueblo»; mientras que Margot Palacios calificó al nuevo gabinete de «caviar y neoliberal que siempre gobernaron con [Alejandro] Toledo, Ollanta [Humala], PPK y otros apoyados por la derecha»; asimismo, Alex Flores lamentó la incompatibilidad con los ideales del cerronismo cuando el referido «gabinete caviar no garantiza de ninguna manera ese cambio que nosotros ofrecimos en campaña». Este rechazo fue apoyado incluso por el entonces «asesor presidencial» de Castillo, Ricardo Belmont.  Si bien el bloque de Fuerza Popular y parte de Perú Libre votaron en contra finalmente,  Vásquez permaneció en el cargo hasta su renuncia en enero de 2022, caso que Cerrón señaló que su partido «le dio la razón al votar contra el Gabinete caviar».
El congresista Guido Bellido, entonces de Perú Libre y anterior primer ministro, también se enteró la desconfianza hacia Vásquez; por lo que escribió en su cuenta de Twitter que Castillo debe tomar decisiones y evitar «seguir con la fórmula caviar» que se presencia «gobierno tras gobierno». Al año siguiente, en 2022, Bellido acusó de un nuevo y aparente «operativo caviar» contra el sucedido premier Aníbal Torres, luego de la salida de uno de los ministros, Mariano González. En 2023, el aún congresista confesó a Juliana Oxenford que aplica el concepto «caviar» cuando aquellos políticos de la izquierda «[terminan] en las faldas de la derecha», lo cual son convertidos en «operadores».

#### Adopción del neologismo «anticaviarismo» ante acusaciones de una alianza del «fujicerronismo»
En noviembre del año 2021, ante una presunta alanza congresal entre sectores de derecha, en especial Fuerza Popular, y Perú Libre, se acuñó el término «fujicerronismo». Vladimir Cerrón, ante el surgimiento de dicho término, declaró que esta denominación se siente identificada, «lo que sí estamos seguros [de] que funcionaría mejor es el "anticaviarismo"». Para el año 2022, Cerrón declaró que no existía una alianza entre fujimoristas y cerronistas, pero aclaró que ambos sectores «coincid[ían] porque combatimos a un enemigo común, que es la izquierda caviar, la socialdemocracia. No puedo hacer una alianza con los "oenegeros" aliados de USAID. Podemos coincidir con el fujimorismo y con otros, pero con la izquierda caviar no, ellos son nuestro enemigo principal», agregando que «los caviares son para nosotros la principal amenaza, un enemigo más peligroso que la ultraderecha neofascista».
Conforme los señalamientos se incrementaban ante las votaciones de Perú Libre y la derecha, Cerrón manifestó que la derecha y «la izquierda popular» por «necesidad y casualidad» formaron «espontáneamente un duro voto anticaviar, lo que condujo a desestructurar algunas conquistas logradas por ellos como, por ejemplo, las capturas de la Superintendencia Nacional de Educación (SUNEDU), del Tribunal Constitucional (TC), del Ministerio de Educación (MINEDU), con su imposición de ideología de género, de la Defensoría del Pueblo, entre otros». Por ende, Cerrón acusó a «los caviares y sus voceros, entre ellos el órgano 'oficial', Grupo La República, [de] impregnar en la mente del pueblo que se había consumado una alianza entre Fuerza Popular y Perú Libre, al que comenzaron a denominar el 'fujicerronismo', que en realidad no es así, sino ocurre que la coincidencia en algunas votaciones de perulibristas y fujimoristas nacen de un espontáneo anticaviarismo, para lo cual no se necesita ni siquiera la mínima conversación, pues es un enemigo común para los que quieran leerlo como tal».

## Opinión pública
En el año 2024, un sondeo llevado a cabo por Ipsos para el diario El Comercio, reveló que los participantes poseen un enfoque distinto al de la lingüista Martha Hildebrandt, quien describió en el pasado: «se moteja de izquierda caviar a la que sabe vivir como aristócrata, pero se aprovecha de un supuesto compromiso social». De ese sondeo, el 33.6 % escuchó ese término y 29.1 % lo identificó. Irónicamente, una mayoría significativa (38.8 %) no conoce la posición ideológica de las personas atribuidas y solo el 22 % las ubicó de liberales.

## Análisis e importancia del término en la política peruana
Para el catedrático Wilfredo Ardito «ha pasado a designar hoy [2009] a sectores comprometidos con temas sociales, civiles, éticos. El término se usa aquí [Perú] con demasiada amplitud». En 2016, el DiPerú. Diccionario de peruanismos de Julio Calvo Pérez, editado por la Academia Peruana de la Lengua, consignó que caviar, como sustantivo, significa «miembro de izquierda política, que es parte de una familia de posición socioeconómica acomodada». Como adjetivo, significa «referido a la izquierda política. Burgués, acaudalado». El profesor de la PUCP, Eduardo Torres, señaló que «a mi entender, el caviar es más bien un izquierdista maduro que aún conserva sus ideales juveniles antiimperialistas, anticapitalistas y antiburgueses. No obstante, ante el [declive] del socialismo, […], estos caviares no tienen reparos en escudarse en la democracia liberal capitalista para conservar, aunque sea, una mínima parte de esa herencia ideológica ya ida».
En cuanto a su intencionalidad, para el sociólogo Gonzalo Portocarrero «el uso del término [caviar] revela un tono autoritario, que pretende silenciar toda oposición al conservadurismo neoliberal (basada en la Constitución de 1993). Se acusa de hipocresía a quien pretende hablar a favor de las víctimas sin ser una de ellas, al defensor de causas que no son propias, pues se presume que es solo un manipulador de la compasión y la culpa, alguien que se esconde para perseguir sus intereses». El profesor principal y decano de Estudios Generales Letras en la Universidad Católica del Perú, Pablo Quintanilla, comentó que «[cuando] escucho la palabra caviar en su sentido político figurado […], inmediatamente pienso que estoy frente a una persona con muy poca preparación intelectual, bastante frívola, con un coeficiente intelectual más bien discreto y que se deja manipular por una prensa venal que se alió durante una década a la mafia más vil y corrupta que ha conocido el Perú (en alusión a la red de corrupción de los años 1990)».
En 2021, el profesor de investigación de estudios latinoamericanos de la Strategic Studies Institute del ejército estadounidense, R. Evan Ellis, señaló que el término ya tenía una connotación definitiva a las ideas de índole progresista con la llegada de Pedro Castillo al poder. Sin embargo, el gobierno no recibió las ideas progresistas, sino otras de carácter más conservador, sin mostrar rechazo de otros movimientos de derecha.
En 2022, el abogado Rolando Sousa escribió en el diario Correo que «se puede señalar […] quién es caviar en el país, qué palabras lo identifican y qué modas o frases emplean en su narrativa cotidiana. El mito [del fujimorismo] sobre la existencia del caviarismo se derrumbó». La politóloga Paula Távara dijo en Ojo Público que los sectores progresistas, que asemeja al concepto de «caviares», «[han] perdido y [vienen] perdiendo [terreno] porque [ellos no han] sabido posicionarse en esa discusión (para elegir a sus candidatos, a causa de las elecciones regionales y municipales de 2022), […] [que] sin duda, la está ganando el conservadurismo y el autoritarismo».
Adicionalmente, sobre la extensión del término fuera de la derecha política, Juan Carlos Tafur vaticinó en su columna de Sudaca de 2023 que hay «inquina interna en la izquierda peruana entre los sectores históricos tradicionales y clásicos (social-conservadores), frente a lo que ellos llaman la “izquierda caviar”, usando la misma terminología de la derecha. […] No se entiende este “odio jarocho” de la izquierda tradicional hacia la que, en verdad, es la izquierda moderna, liberal, actualizada».

### Relación con el terruqueo
En Perú, el término despectivo «terruco» ya se empleaba desde la época del terrorismo. «Terruco» cobró tanto protagonismo como «caviar» cuando, a finales de la década de 2010, un grupo de políticos acusó a una presunta élite cultural de reescribir la historia del terrorismo marxista aludiendo a Sendero Luminoso en una carta.
El periodista Jonathan Diez señaló que «en el Perú político de hoy [2014], se ha vuelto irrelevante el origen de clase en la definición caviar […]. La definición operativa de caviar, en la batalla entre izquierda y derecha, tiene como hito principal la caída del gobierno de Alberto Fujimori (impulsor del modelo neoliberal). Los que clamaban justicia por los delitos de lesa humanidad —jueces, periodistas, intelectuales, empresarios— son los caviares por excelencia. Es una forma sofisticada y más amplia, social e ideológicamente, del viejo mote de "terruco"».
En 2025, César Hildebrandt señaló que, debido a la popularidad del término por parte de Dina Boluarte y los funcionarios oficialistas, «caviarizar es el sinónimo actualizado de terruquear» y que prefería ser «caviar» a formar parte de la «derecha bruta achorada».